# تيره
تيره (بالتركية: Tire)‏ هي بلدة ومُديريَّة تقع في ولاية إزمير بتركيا. تصل مساحتها إلى 716 كم²، وترتفع عن سطح البحر حوالي 92 م.